# Ebes
Ebes je vas na Madžarskem, ki upravno spada pod podregijo Hajdúszoboszlói Županije Hajdú-Bihar.